# Iraklio (stacja metra)
Iraklio (gr: Ηράκλειο) – stacja metra ateńskiego na linii 1 (zielonej), 19,246 km od Pireusu. Została otwarta 4 marca 1957. Znajduje się na terenie miasta Iraklio.